# 1993 BM12
1993 BM12 är en asteroid i huvudbältet som upptäcktes den 22 januari 1993 av de båda japanska astronomerna Seiji Ueda och Hiroshi Kaneda i Kushiro.
Asteroiden har en diameter på ungefär 5 kilometer och den tillhör asteroidgruppen Nysa.